# Дитер V фон Геминген
Дитер V фон Геминген (на немски: Dietrich V von Gemmingen; * ок. 1374; † ок. 1414/ пр. 1428) е благородник от стария алемански рицарски род Геминген в Крайхгау в Баден-Вюртемберг, основател на I. линия Геминген-Щайнег, която съществува и днес.
Той е син на Дитрих IV фон Геминген († 1414) и първата му съпруга Елз фон Заксенхайм († ок. 1389 в Геминген), дъщеря на Бернолд фон Заксенхайм и Елизабет Гьолер фон Равенсбург. Баща му Дитрих IV фон Геминген се жени втори път ок. 1391 г. за Елз фон Франкенщайн. Брат е на Конрад († 1463) и полубрат на Ханс Богатия фон Геминген († 1490), основател на II. линия Геминген-Гутенберг.
Дитер V фон Геминген е през 1403 г. на турнир в Дармщат. От наследството на баща му той получава половината селище Хаймсхайм, където се смята, че построява дворец Шлеглер. Чрез женитбата си с Анна фон Зелбах той се сдобива със свободните бани в Баден. През 1407 г. Дитер купува още част от Хаймсхайм, част от Щайнег (близо до Пфорцхайм), също имоти в Нойхаузен, Тифенброн, Фриолцхайм и Мюлхаузен от Якоб фом Щайн и съпругата му Ени фон Рюгзинген.
Дитер умира през 1420-те години. През 1425 г. братята му Ханс и Конрад сключват със син му Дитер договор за подялба.

## Фамилия
Дитер V фон Геминген се жени пр. 1398 г. за Анна (Агнес) фон Зелбах, дъщеря на Ханс (или Герхард) фон Зелбах и Анна фон Щайнбах. Те имат децата:
- Елз фон Геминген († 1463), омъжена 1450 г. за Конрад фон Хелмщат († сл. 1480)
- Маргарета фон Геминген († 1473), монахиня в женския манастир в Ройте, накрая приорин в манастир Химелкрон
- Дитер фон Геминген (* 1398; † 26 януари 1478), женен 1422 г. за Агнес фон Зикинген († 1 януари 1475)

Вдовицата му Анна (Агнес) фон Зелбах се омъжва втори път за Зайфрид фон Щайн.